# Bikuben Kollegiet Ørestad
Bikuben Kollegiet Ørestad er et privat kollegium på Amager lige ved siden af Københavns Universitet Amager. Kollegiet, som var indflytningsklar i august 2006, rummer godt 107 boliger. Kollegiet er opført på foranledning af Kollegiefonden Bikuben.

## Kollegiet

### Faciliteter
Kollegiet har motionsrum, vaskeri, gruppeværelse, lounge, terrasser og festsal, og der er mulighed for parkering i kælderen.
Adgangsforholdene er præget af en lysinstallation af kunstneren Viera Collaro.

### Arkitektur
Kollegiet er tegnet af den århusianske tegnestue A.A.R.T.